# Iceberg Slim
Iceberg Slim, född 4 augusti 1918, död 28 april 1992 och även verksam under pseudonymen Robert Beck, var en amerikansk författare känd för sina romaner med motiv från det svarta USA:s undre värld och framför allt för sin självbiografi Pimp: The Story of My Life, byggd på hans egna erfarenheter som hallick. Han var en av de mest lästa svarta amerikanska författarna i sin generation.

## Liv och verk

### Barndom och åren som kriminell
Iceberg Slim föddes som Robert Lee Maupin i Milwaukee i Wisconsin och växte upp under fattiga förhållanden i Rockford i Illinois. Hans mor arbetade som hembiträde och drev en skönhetssalong. Som ung studerade han vid Tuskegee University men hoppade av sina studier där 1937. 
Vid 18 års ålder blev Slim hallick i Chicago och fick snart stor ekonomisk framgång. Slim verkade huvudsakligen i Chicago men hade prostituerade som arbetade för honom på flera platser i Mellanvästern. Han tillbringade sammanlagt sju år i fängelse innan han rymde från sitt andra fängelsestraff. Han fortsatte sedan i 13 år med sin koppleriverksamhet tills han greps på nytt och avtjänade ytterligare ett fängelsestraff. 
Efter sitt sista fängelsestraff begav sig Slim till Kalifornien. Han återförenades där med sin mor som dog i cancer kort efteråt. Påverkad av händelsen upphörde Slim med sitt heroinmissbruk.
1962 fick Slim arbete som försäljare av insektbekämpningsmedel. När han träffade en kund som var lärare vid ett college berättade han om sitt förflutna som hallick och fick rådet att skriva en självbiografi.  Slim skrev då boken Pimp: The Story of My Life på tre månader.

### Debutromanen
Förlaget Holloway House i Los Angeles publicerade Pimp 1967 och alla Slims ytterligare verk därefter, sammanlagt åtta romaner. Debutboken blev en kontroversiell succé och sålde mycket bra, främst hos den svarta publiken. 1973 hade den tryckts i 19 upplagor och sålt i 2 miljoner exemplar. Boken har översatts till flera språk, bland annat svenska (Pimp, mitt liv som hallick i Chicago , översättning Boo Cassel, Prisma, 1980) men hade begränsad framgång hos den breda, vita publiken i USA. Pimp fick blandade omdömen och klassificerades av många som tillhörande den politiskt radikala svarta litteratur som då växte fram. Slims vision var dock på många sätt mer pessimistisk än andra svarta författares vid den tiden. Pimp följdes snart av flera andra memoarer av författare med liknande bakgrund som Iceberg Slim. 
Om Slims litterära kvaliteter skrev en kritiker vid Washington Post: "Iceberg Slim har gjort för hallicken vad Jean Genet gjorde för tjuvarna och de homosexuella: han har satt ord på tankar och känslor hos en som var där."

### Senare verk och död
Förutom Pimp skrev Slim ytterligare sju romaner och vid hans död hade hans verk sålt i sex miljoner exemplar. Han var efter Alex Haley en av de mest lästa svarta författarna i sin generation. Alla hans böcker gavs enbart ut i pocketformat. Iceberg Slim skrev också en diktsamling, Reflections, i början av 1970-talet och gjorde en skivinspelning med samma namn där han reciterade sina dikter till musik.
Iceberg Slim dog av komplikationer av sin diabetes 28 april 1992, dagen innan det årets stora upplopp bröt ut i Los Angeles.  Hans inflytande märks fortfarande i svart amerikansk populärkultur, bland annat tog rapparen Ice-T sitt artistnamn efter honom.